# Męcikał (przystanek kolejowy)
Męcikał - przystanek kolejowy w Męcikale, w województwie pomorskim, w Polsce. Na terenie przystanku znajduje się dawny budynek stacyjny, obecnie użytkowany w innych celach, natomiast rozebrano stojącą wcześniej wiatę przystankową.

## Ruch pasażerski
| Rok  | Wymiana pasażerska na dobę |
| ---- | -------------------------- |
| 2017 | 0-9                        |
| 2022 | 0-9                        |

## Połączenia
- Chojnice
- Kościerzyna